# Zorra
A Zorra (magyarul: Ribanc) a spanyol Nebulossa dala, mellyel Spanyolországot képviselték a 2024-es Eurovíziós Dalfesztiválon Malmőben. A dal 2024. február 3-án, a spanyol nemzeti döntőben, a Benidorm Festen megszerzett győzelemmel érdemelte ki a dalversenyen való indulás jogát.

## Eurovíziós Dalfesztivál
2023. november 11-én az RTVE bejelentette, hogy az együttes is résztvevője lesz a Benidorm Fest spanyol eurovíziós nemzeti válogatónak. Versenydalukat a január 30-i első elődöntőben adták elő először, ahonnan első helyezettként sikeresen továbbjutottak a döntőbe. A dal február 3-án megnyerték a nemzeti döntőt, ahol a demoszkopikus-, szakmai zsűri, valamint a nézői szavazatok együttese alakította ki a végeredményt. A demoszkopikus zsűri szavazatai alapján a harmadik, míg a szakmai zsűrinél és a nézői szavazáson első helyezést érték el, ezzel 156 pontot összegyűjtve az első helyen végeztek és megnyerték a versenyt, így ezzel a dallal képviselhették Spanyolországot az Eurovíziós Dalfesztiválon.
Mivel Spanyolország tagja az automatikusan döntős „Öt Nagy” országának, ezért a dal az Eurovíziós Dalfesztiválon először a május 11-én megrendezett döntőben versenyzett, de előtte a második elődöntőben is előadták, a Lettországot képviselő Dons Hollow című dala után és a San Marinót képviselő Megara 11:11 című dala előtt. A döntőben fellépési sorrendben nyolcadikként léptek fel, a Litvániát képviselő Silvester Belt Luktelk című dala után és az Észtországot képviselő 5miinust és Puuluup (Nendest) narkootikumidest ei tea me (küll) midagi című dala előtt. A zsűri szavazáson a tizenkilencedik helyen végeztek 19 ponttal, míg a nézői szavazáson a huszonkettedik helyen végeztek 11 ponttal, így összesítésben 30 ponttal a verseny huszonkettedik helyezettjei lettek.
A következő spanyol induló Melody Esa diva című dala lesz a 2025-ös Eurovíziós Dalfesztiválon.

## Háttér
A dal címe, amelyet a dalszövegben többször is megismételnek, szó szerint nőstény rókát jelent, de vulgáris konnotációban is használják, mint egyfajta sértés, hasonlóan a feketékre használt, a magyar nyelvben is előforduló nigger szóhoz. Így az eurovíziós versenyszabályok lehetséges megsértése is felmerült. A dalfesztivál szervezésével és felügyeletével megbízott Európai Műsorsugárzók Uniója azonban az El Paísnak adott nyilvános közleményében kifejtette, hogy a szó használata nem minősül szabálysértésnek.

## Galéria

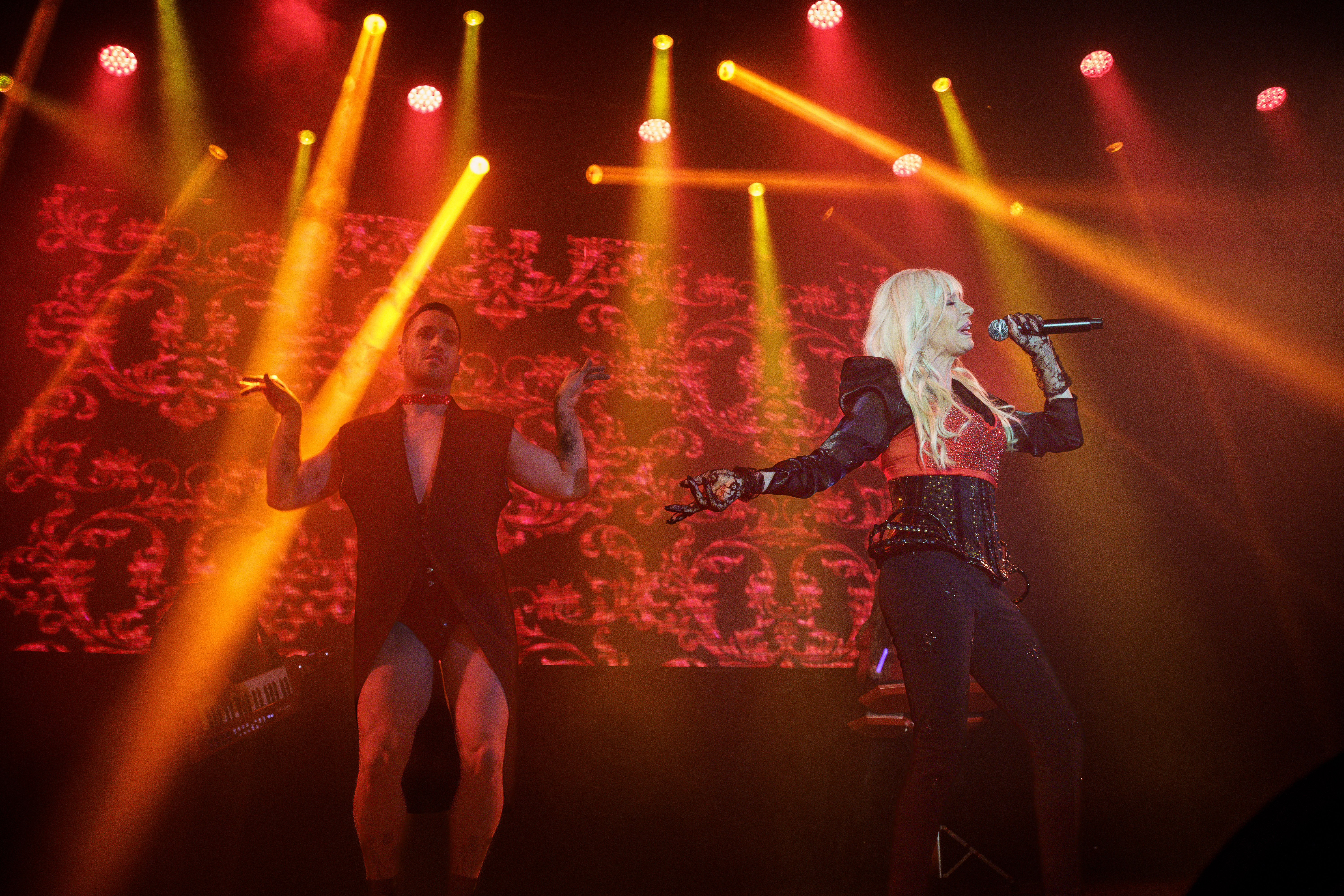
A madridi Eurovíziós partin
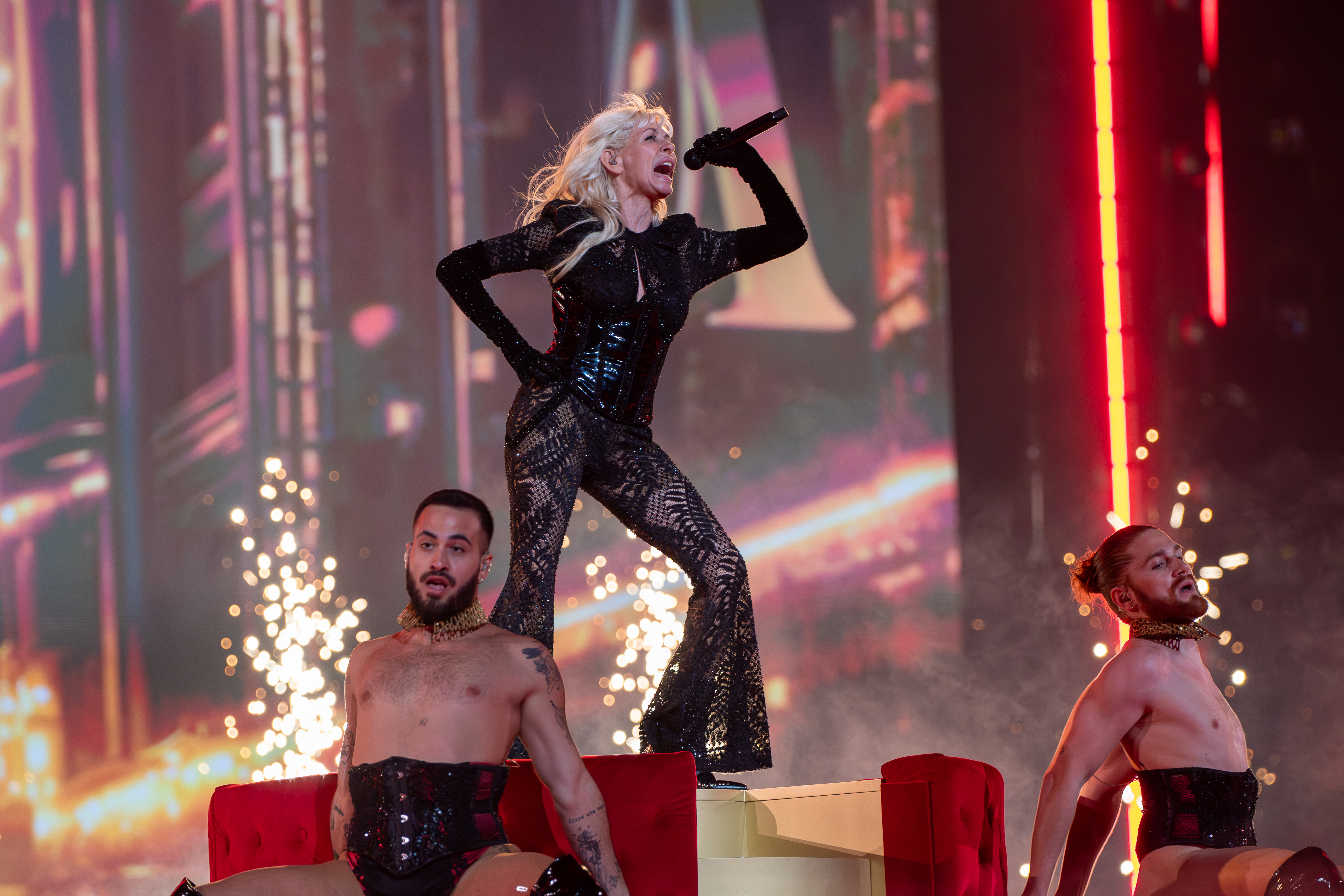
A döntőben